# Katie Murray (futbolista)
Katie Murray (Cincinnati, Ohio, Estados Unidos, 15 de enero de 1997) es una futbolista estadounidense. Juega de centrocampista y su equipo actual es el Granadilla Tenerife de la Primera División de España.

## Trayectoria
Jugó al soccer universitario para los Illinois Fighting Illini de la Universidad de Illinois entre 2015 y 2018.
Luego de graduarse, fichó por el IK Myran de Finlandia, donde solo jugó una temporada.
El 13 de enero de 2020 fichó por el Granadilla Tenerife de España.

## Clubes
| Club                | País      | Año           |
| ------------------- | --------- | ------------- |
| IK Myran            | Finlandia | 2019          |
| Granadilla Tenerife | España    | 2020-presente |